# Aznalcóllar
Aznalcóllar ist eine Gemeinde in der Provinz Sevilla in Spanien mit 6.079 Einwohnern (Stand: 2024). Sie liegt in der Comarca Sierra Norte in Andalusien.

## Geografie
Sie befindet sich am Fuße der Sierra Morena. Aznalcóllar grenzt an	El Castillo de las Guardas, Escacena del Campo, Gerena, El Madroño und Sanlúcar la Mayor.

## Geschichte
Die Gemeinde war in der Antike als Iptucci bekannt und ist keltischen Ursprungs. Ihr heutiger Name kommt vom arabischen Hisn-Al-Kollar („ummauerter Platz“). Das genaue Datum der christlichen Eroberung ist nicht bekannt, den Historikern zufolge muss sie im Jahr 1247 stattgefunden haben, wenn man berücksichtigt, dass der Santiagoorden Albaida del Aljarafe im Jahr 1246 und Gerena im darauffolgenden Frühjahr erobert hat.

## Wirtschaft
In der Gemeinde befindet sich die Zink- und Bleimine Los Frailes. 1998 fand hier das Grubenunglück von Los Frailes statt, bei dem schwere Umweltschäden entstanden.

## Sehenswürdigkeiten
- Kirche Nuestra Señora de Consolación